# Mordenit
Mordenit ist ein eher selten vorkommendes Mineral aus der Mineralklasse der „Silikate und Germanate“ mit der chemischen Zusammensetzung (Na2,Ca,K2)4(Al8Si40)O96·28H2O und ist damit chemisch gesehen ein wasserhaltiges Natrium-Calcium-Kalium-Silikat. Die in den runden Klammern angegebenen Elemente Natrium, Calcium und Kalium können sich dabei in der Formel jeweils gegenseitig vertreten (Substitution, Diadochie), stehen jedoch immer im selben Mengenverhältnis zu den anderen Bestandteilen des Minerals. Strukturell gehört Mordenit zu den Gerüstsilikaten (Tektosilikaten) und dort zur Gruppe der Zeolithe.
Mordenit kristallisiert im orthorhombischen Kristallsystem und entwickelt meist prismatische bis feinnadelig-faserige Kristalle bis etwa 2,5 cm Größe in kugelförmigen Mineral-Aggregaten von weißer, gelblicher oder blassrosa Farbe bei weißer Strichfarbe. Auch farblose Kristalle sind bekannt.

## Etymologie und Geschichte
Erstmals entdeckt wurde Mordenit in einem der Aufschlüsse des North Mountain Basalt entlang der Bay of Fundy nahe Morden im Kings County in der kanadischen Provinz Nova Scotia. Beschrieben wurde das Mineral 1864 durch Henry How, der das Mineral nach dessen Typlokalität benannte.
Das Typmaterial des Minerals wird im National Museum of Natural History in Washington, D.C. (USA) unter der Katalog-Nummer R04062 und im Natural History Museum unter der Katalog-Nummer BM 52574 (CT) aufbewahrt.
Mordenit war bereits lange vor der Gründung der International Mineralogical Association (IMA) bekannt und als eigenständige Mineralart anerkannt. Damit hätte Mordenit theoretisch den Status eines grandfathered Mineral. In der 1997 erfolgten Publikation des Subcommittee on Zeolites der IMA wurde Mordenit als Mitglied der Zeolithgruppe bestätigt und damit nachträglich auch als eigenständige Mineralart anerkannt. Das Mineral wird seitdem in der „Liste der Minerale und Mineralnamen“ der IMA unter der Summenanerkennung „IMA 1997 s.p.“ (special procedure) geführt. Die seit 2021 ebenfalls von der IMA/CNMNC anerkannte Kurzbezeichnung (auch Mineral-Symbol) von Mordenit lautet „Mor“.
Ein von Charles Whitman Cross (1854–1949) und L. G. Eakins 1886 beschriebenes und als Ptilolith (englisch Ptilolite) nach den altgriechischen Worten altgriechisch πτιλον ptilon für ‚Feder‘ und altgriechisch λίθος lithos für ‚Stein‘ bezeichnetes Mineral stellte sich bei späteren Analysen als identisch mit Mordenit heraus. Der Name wurde daher diskreditiert und gilt seitdem als Synonym für Mordenit.

## Klassifikation
Bereits in der veralteten 8. Auflage der Mineralsystematik nach Strunz gehörte der Mordenit zur Mineralklasse der „Silikate“ und dort zur Abteilung „Gerüstsilikate (Tektosilikate)“, wo er gemeinsam mit Dachiardit und Ferrierit sowie im Anhang mit Laumontit in der „Dachiardit-Mordenit-Gruppe“ mit der Systemnummer VIII/F.11 steht.
Im zuletzt 2018 überarbeiteten „Lapis-Mineralienverzeichnis“, das sich im Aufbau noch nach der alten Form der Systematik von Karl Hugo Strunz richtet, erhielt das Mineral die System- und Mineralnummer VIII/J.22-030. In der „Lapis-Systematik“ entspricht dies ebenfalls der Abteilung „Gerüstsilikate“, wo Mordenit zusammen mit Boggsit, Dachiardit-Ca, Dachiardit-Na, Direnzoit, Edingtonit, Ferrierit-K, Ferrierit-Mg, Ferrierit-Na, Gottardiit, Laumontit, Mutinait und Terranovait eine unbenannte Gruppe mit der Systemnummer VIII/J.22 bildet.
Die von der International Mineralogical Association (IMA) zuletzt 2009 aktualisierte 9. Auflage der Strunz’schen Mineralsystematik ordnet den Mordenit in die erweiterte Klasse der „Silikate und Germanate“ und dort in die Abteilung „Gerüstsilikate (Tektosilikate) mit zeolithischem H2O; Familie der Zeolithe“ ein. Diese ist weiter unterteilt nach der Struktur der Gerüste, so dass das Mineral entsprechend seinem Aufbau in der Unterabteilung „Ketten von Fünfer-Ringen“ zu finden, wo es zusammen mit Maricopait die „Mordenitgruppe“ mit der Systemnummer 9.GD.35 bildet.
In der vorwiegend im englischen Sprachraum gebräuchlichen Systematik der Minerale nach Dana hat Mordenit die System- und Mineralnummer 77.01.06.01. Auch dies entspricht der Klasse der „Silikate“ und dort der Abteilung „Gerüstsilikate: Zeolith-Gruppe“. Hier findet er sich innerhalb der Unterabteilung „Echte Zeolithe“ in der Gruppe „Mordenit und verwandte Arten“, in der auch Boggsit, Dachiardit-Ca, Dachiardit-Na, Direnzoit, Epistilbit, Ferrierit-Mg, Ferrierit-K, Ferrierit-Na, Gottardiit, Maricopait, Mutinait und Terranovait eingeordnet sind.

## Kristallstruktur
Mordenit kristallisiert orthorhombisch in der Raumgruppe Cmc21 (Raumgruppen-Nr. 36) mit den Gitterparametern a = 18,11 Å; b = 20,46 Å und c = 7,52 Å sowie einer Formeleinheit pro Elementarzelle.

## Eigenschaften
Gelegentlich zeigt Mordenit unter UV-Licht eine schwach weiße Fluoreszenz.

## Varietäten
Als Ashtonit ist eine strontiumhaltige Varietät von Mordenit bekannt.

## Bildung und Fundorte
Mordenit bildet sich entweder in Gängen und Adern von Eruptivgesteinen, als Hydratationsprodukt vulkanischer Gläser oder in Sedimentgesteinen. Begleitminerale sind unter anderem verschiedene Zeolithe, Calcit, Kaolinit und Glaukonit.
Als eher seltene Mineralbildung kann Mordenit an verschiedenen Fundorten zum Teil zwar reichlich vorhanden sein, insgesamt ist er aber wenig verbreitet. Weltweit gelten bisher (Stand: 2010) rund 330 Fundorte als bekannt. Neben seiner Typlokalität Morden trat das Mineral in Kanada noch bei Cape Blomidon und Harbourville (Bay of Fundy) sowie im Steinbruch Arlington im Kings County und bei Margaretsville im Annapolis County in der Provinz Nova Scotia auf. Daneben fand sich das Mineral noch in der Provinz Québec, genauer im Steinbruch „Demix-Varennes“ bei Saint-Amable und einigen Steinbrüchen nahe Montréal.
In Österreich fand sich Mordenit unter anderem beim Tunnelbau für die Süd Autobahn (A2) nahe Klagenfurt in Kärnten, am Fellergraben im Zederhaustal in Salzburg sowie am Stradner Kogel, beim Bau des Tanzenbergtunnels, an der Weißen Sulm und im Steinbruch Aldrian bei Oberhaag in der Steiermark.
In Deutschland konnte das Mineral bisher nur am Wingertsberg bei Nieder-Ramstadt im Odenwald (Hessen) gefunden werden.
Weitere Fundorte liegen unter anderem in der Antarktis, Argentinien,  Australien, Brasilien, Bulgarien, China, Costa Rica, Dänemark, Ecuador, Frankreich, Griechenland, Grönland, Island, Indien, Italien, Japan, Kanada, Mexiko, Neuseeland, Nicaragua, Portugal, auf Réunion, in Rumänien, Russland, der Slowakei, Spanien, Südafrika, Tschechien, Türkei, Ukraine, Ungarn, im Vereinigten Königreich (Großbritannien), den Vereinigten Staaten von Amerika (USA) und Zypern.
Auch in Gesteinsproben des „Ninety East Ridge“ aus dem Indischen Ozean wurde Mordenit gefunden.